# Caitlin Cahow
Caitlin Kinder Cahow (* 20. Mai 1985 in New Haven, Connecticut) ist eine ehemalige US-amerikanische Eishockeyspielerin.

## Karriere
Cahow besuchte die Foote School in New Haven. Ihre Mutter war Dozentin an der Yale University und Caitlin Cahow versuchte sich in der Eishalle der Universität im Eiskunstlauf. Nach ihrem ersten Training sah sie jedoch Kinder beim Eishockeyspielen und entdeckte selbst diesen Sport für sich.
Als Studentin an der Harvard University spielte sie parallel vier Jahre lang für das Frauenteam der Hochschule in der ECAC Hockey, einer Liga der NCAA. Dabei gehörte sie mehrfach zu den punktbesten Verteidigerinnen der Liga.

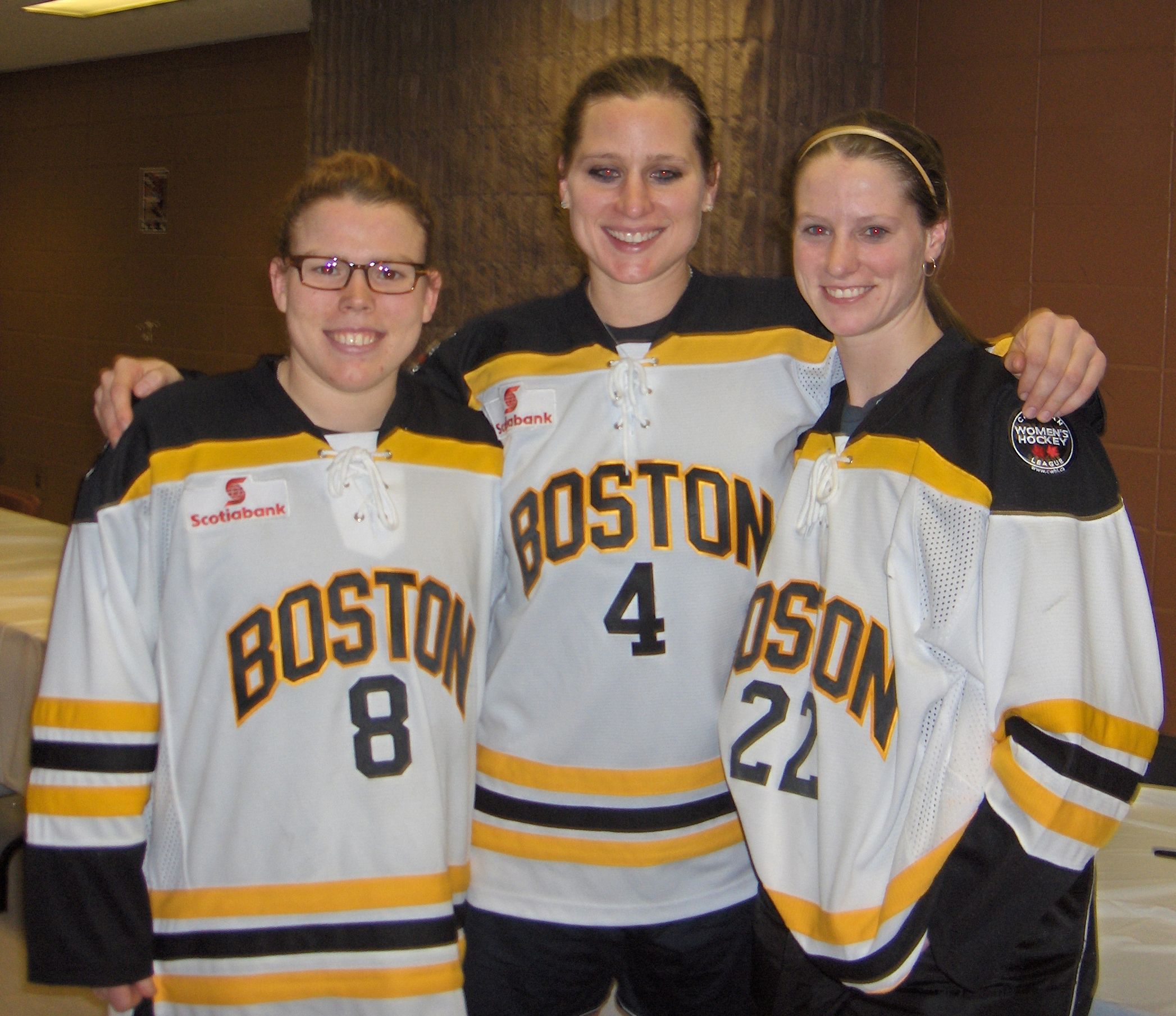
Caitlin Cahow, Angela Ruggiero und Kacey Bellamy (v. l. n. r.) im Trikot der Boston Blades

2008 beendete sie ihr Studium in Harvard mit einem Bachelor in Social/Biological anthropology.

### International
2005 debütierte Cahow für die Frauen-Eishockeynationalmannschaft der Vereinigten Staaten beim Four Nations Cup.  Mit der Frauenauswahl nahm sie ein Jahr später an den Olympischen Winterspielen in Turin teil und gewann dort die Bronzemedaille. Bei der Eishockey-Weltmeisterschaft der Frauen 2008 in Harbin in China, bei der Eishockey-Weltmeisterschaft der Frauen 2009 in Hämeenlinna in Finnland und bei der Eishockey-Weltmeisterschaft der Frauen 2011 in Winterthur und Zürich in der Schweiz wurde sie mit ihrem Team Weltmeisterin.
Bei den Olympischen Winterspielen 2010 in Vancouver gewann sie die Silbermedaille.
Im April 2013 beendete sie ihre Nationalmannschaftskarriere.

### WWHL und CWHL
Nach ihrem Studium spielte sie zunächst für die Minnesota Whitecaps in der Western Women’s Hockey League, der zu diesem Zeitpunkt einzigen Profi-Fraueneishockeyliga Nordamerikas, und gewann mit den Whitecaps 2009 die Meisterschaft der WWHL. Bei den Whitecaps spielte sie unter anderem mit ihrem Idol Manon Rhéaume zusammen.
Zwischen Oktober 2010 und 2013 spielte sie dann für die Boston Blades in der Canadian Women’s Hockey League und gewann 2013 den Clarkson Cup mit den Blades. Parallel dazu studierte sie an der Boston College Law School. 2013 beendete sie ihr Studium erfolgreich und zeitgleich ihre Eishockeykarriere.
Cahow, die offen lesbisch lebt, wurde im Dezember 2013 von Barack Obama in die Delegation für die Olympischen Winterspiele 2014 in Sotschi aufgenommen.

## Erfolge und Auszeichnungen
| - 2006 Bronzemedaille bei den Olympischen Winterspielen - 2007 Silbermedaille bei der Weltmeisterschaft - 2008 Goldmedaille bei der Weltmeisterschaft - 2009 Gewinn der WWHL-Meisterschaft mit den Minnesota Whitecaps - 2009 Goldmedaille bei der Weltmeisterschaft - 2010 Silbermedaille bei den Olympischen Winterspielen | - 2010 Gewinn des Clarkson Cups mit den Minnesota Whitecaps - 2010 Silbermedaille beim 4 Nations Cup - 2011 Goldmedaille bei der Weltmeisterschaft - 2011 All-Star-Team der Weltmeisterschaft - 2011 Goldmedaille beim 4 Nations Cup - 2013 Gewinn des Clarkson Cups mit den Boston Blades |

## Karrierestatistik

### International
(Legende zur Spielerstatistik: Sp oder GP = absolvierte Spiele; T oder G = erzielte Tore; V oder A = erzielte Assists; Pkt oder Pts = erzielte Scorerpunkte; SM oder PIM = erhaltene Strafminuten; +/− = Plus/Minus-Bilanz; PP = erzielte Überzahltore; SH = erzielte Unterzahltore; GW = erzielte Siegtore; 1 Play-downs/Relegation; Kursiv: Statistik nicht vollständig)